# Metal Gear 2: Solid Snake
Metal Gear 2: Solid Snake é um jogo de espionagem escrito e dirigido por Hideo Kojima, e desenvolvido e publicado pela Konami. Foi o segundo jogo em sequência oficial na série Metal Gear, e não deve ser confundido com a versão Snake's Revenge, que não dava continuidade à série.
Foi lançado, inicialmente, só no Japão para o MSX2, em 19 de julho de 1990. O jogo não foi lançado para nenhuma uma outra plataforma até 14 anos mais tarde, como um jogo baixável para telefones móveis no Japão, em 2004. Mais tarde, o jogo foi lançado oficialmente na América do Norte como um componente do Metal Gear Solid 3: Subsistence, junto com o primeiro Metal Gear, em 2006.
No jogo, Solid Snake deve infiltrar-se em Zanzibar Land (que não deve ser confundido com Zanzibar, uma localização real que faz parte da Tanzânia), um território altamente defendido, situado entre a União Soviética, Afeganistão, Paquistão e China. A missão de Snake é salvar o cientista sequestrado, Dr. Kio Marv, que criou uma bactéria que fermenta petróleo de alta qualidade e, mais tarde, procurar e destruir o Metal Gear D.